# Lesnica, Stará Ľubovňa
Lesnica este o comună slovacă, aflată în districtul Stará Ľubovňa din regiunea Prešov. Localitatea se află la altitudinea de 492 m deasupra n.m., se întinde pe o suprafață de 14,6 km2 și în 2017 număra 490 de locuitori.

## Istoric
Localitatea Lesnica este atestată documentar din 1297.

## Demografie
| An:                | 1994 | 2004    | 2014   | 2024   |
| ------------------ | ---- | ------- | ------ | ------ |
| Număr de persoane: | 487  | 536     | 503    | 494    |
| Diferență:         |      | +10,06% | −6,15% | −1,78% |

| An:                | 2023 | 2024   |
| ------------------ | ---- | ------ |
| Număr de persoane: | 495  | 494    |
| Diferență:         |      | −0,20% |